# Frederiksø

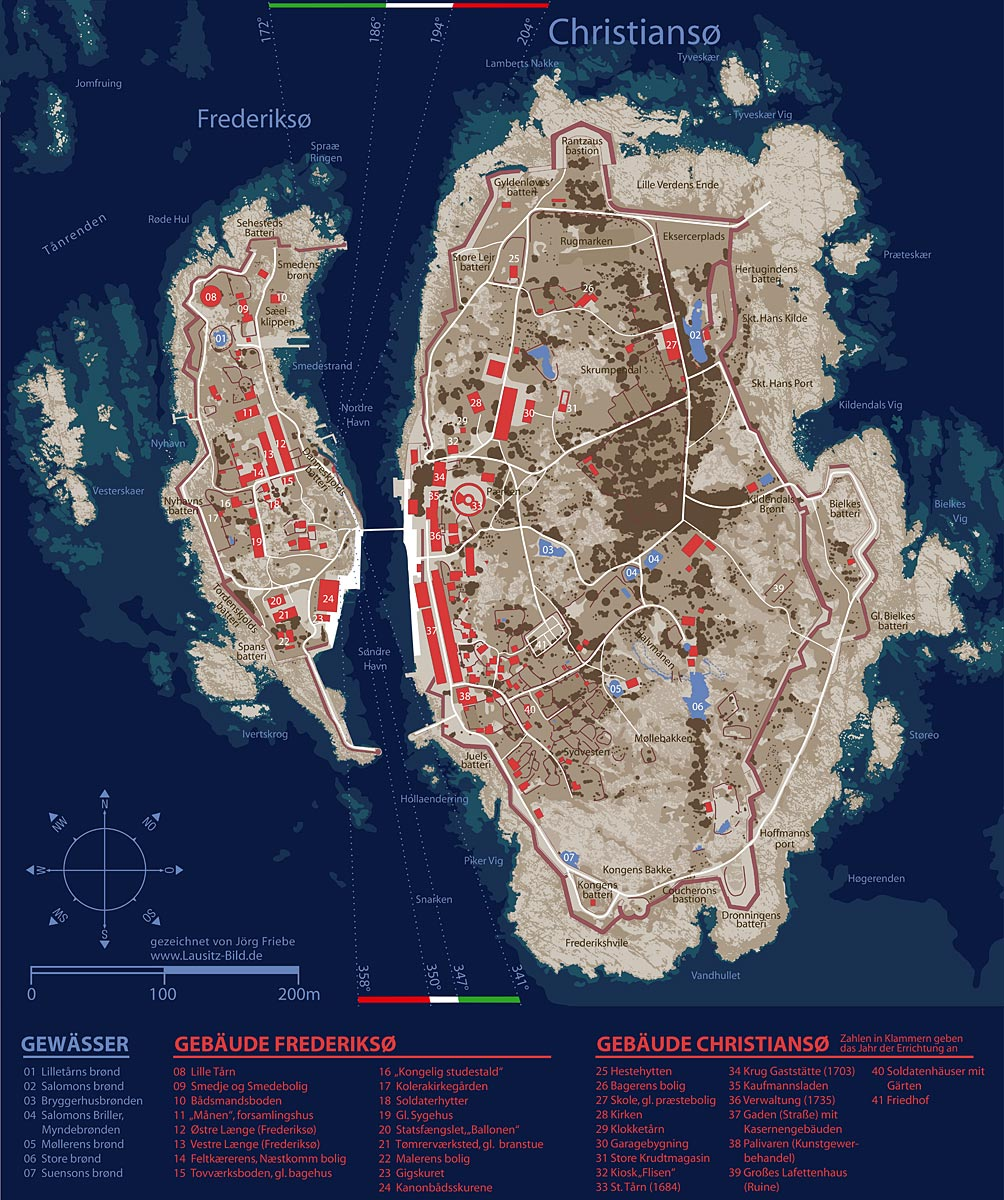
Een kaart van Frederiksø (links) en Christiansø (rechts).

Frederiksø is na Christiansø en Græsholm het grootste eiland van de Deense Ertholmene, een archipel in de Oostzee. Het eiland is genoemd naar de Deense koning Frederik IV die er een haven en kazernes liet bouwen. Het eiland is 0,04 km² groot en is 8 meter hoog.
Frederiksø en Christiansø zijn met elkaar verbonden door een voetgangersbrug. Het eiland heeft één straat, een museum, een buurthuis, een toren, een vuurtoren en een kerkhof. Er wonen 32 mensen (2001) in huizen, die voormalige kazernes zijn.
Voor de eilandbewoners is het ziekenhuis Bornholms Hospital op Bornholm als dichtstbijzijnde beschikbaar. In acute situaties wordt een helikopter ingezet.
Steden: Aakirkeby · Allinge-Sandvig · Hasle · Nexø · Rønne

Dorpen: Aarsdale · Balka · Gudhjem · Klemensker · Listed · Lobbæk · Nyker · Nylars · Østerlars · Østemarie · Pedersker · Snogebæk · Sorthat-Muleby · Svaneke · Tejn · Vestermarie

Buurtschappen: Arnager · Årsballe · Boderne · Bodilsker · Bølshavn · Dueodde · Helligpeder · Ibsker · Knudsker · Melsted · Olsker · Poulsker · Rø · Rutsker · Sandkås · Smørenge · Stenseby · Teglkås · Vang

Omgeving op en nabij Bornholm: Almindingen · Christiansø · Døndalen · Ekkodalen · Ertholmene · Frederiksø · Gryet · Hammeren · Paradisbakkerne · Rytterknægten · Stammershalle · Troldeskoven